# Pompholyx complanata
Pompholyx complanata är en hjuldjursart som beskrevs av Gosse 1851. Pompholyx complanata ingår i släktet Pompholyx och familjen Testudinellidae. Arten är reproducerande i Sverige. Inga underarter finns listade i Catalogue of Life.